# Barthélemy Des Bosses
Pour les articles homonymes, voir Bosse.
Barthélemy Des Bosses, né le 29 août 1668 à Chaineux près de Liège (alors dans le Duché de Limbourg) et décédé le 17 avril 1738 à Cologne) est un prêtre jésuite belge, philosophe. Il fut ami de Leibniz avec qui il entretiendra une longue correspondance.

## Biographie
Des Bosses est déjà maître ès arts lorsqu'il entre dans la Compagnie de Jésus, en 1686. Après son noviciat il retourne à l'université de Cologne où il obtient son doctorat en théologie. Il enseigne philosophie et mathématiques au collège de Hildensheim. Il est ensuite professeur de théologie morale et dogmatique à Cologne, où il devient doyen de la faculté, un poste prestigieux.
Des Bosses est surtout connu pour sa traduction en latin des Essais de Théodicée de Gottfried Wilhelm Leibniz. Leur rencontre date de 1705 et donne l'occasion à une volumineuse correspondance poursuivie jusqu'à la mort de Leibniz en 1716. La traduction parut en 1719, et fit connaître le philosophe et mathématicien au-delà des milieux intellectuels allemands.
Des Bosses meurt à Cologne le 17 avril 1738.